# Takuma Satō
Takuma Satō (佐藤琢磨 Satō Takuma?) (Tokio, Japón; 28 de enero de 1977) es un piloto de automovilismo japonés. Compitió durante siete años en Fórmula 1, obteniendo como mejores resultados un tercero en el Gran Premio de los Estados Unidos de 2004 y la octava posición final en ese campeonato. Desde 2010 participa en la IndyCar Series, logrando 6 victorias (dos de las cuales fueron en las 500 millas de Indianápolis) y 14 podios. Es considerado uno de los mejores pilotos de automovilismo que ha dado su país.

## Carrera

### Primeros años
Takuma obtuvo pasión por la Fórmula 1 cuando acudió a ver la primera carrera de su vida, el Gran Premio de Japón de 1987, en la que su ídolo de la infancia Satoru Nakajima quedó sexto; y su héroe Ayrton Senna, segundo. Satō es inusual entre los automovilistas japoneses, que suelen tener experiencia en las carreras de motor en su país natal. Inicialmente compitió en las carreras de bicicleta, donde ganó varios campeonatos nacionales júnior, ante las dificultades que tenía para entrar en el automovilismo. Finalmente logró comenzar su carrera en el mundo del motor, primero en motocicletas, y luego en kartings en Japón a la tardía edad de 19 años, algo que dificultaba sus posibilidades de triunfar, ya que normalmente los pilotos comienzan a pilotar karts bastante antes.
Satō entró la Escuela de Ciencias Humanas de la Universidad de Waseda en 1996, pero abandonó los estudios en 1998 para perseguir su sueño en los deportes de motor y viajó a Stratford-upon-Avon (Inglaterra) tratando de aprender inglés e insertarse en el automovilismo europeo. Entre 1998 y 1999, compitió en carreras de Junior Formula en todo el continente, ingresando finalmente en el campeonato de Fórmula 3 Británica a fines de 1999. En los dos años siguientes, completó sendas temporadas en la F3, finalizando tercero en 2000 y obteniendo el campeonato en 2001. En ese período obtuvo 16 victorias, incluyendo triunfos en las competencias internacionales en Spa-Francorchamps, el Masters de Fórmula 3 y el Gran Premio de Macao.

### Fórmula 1

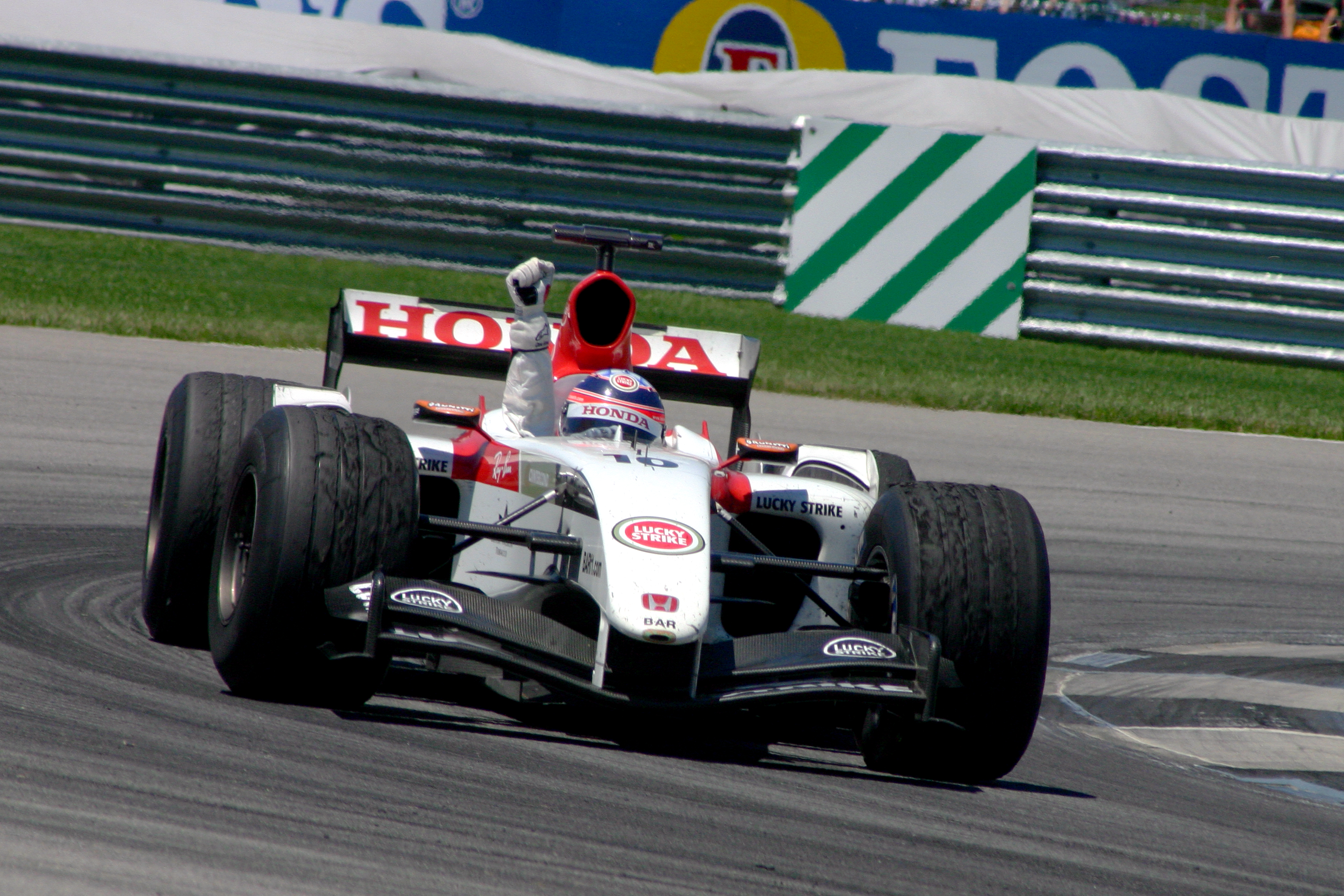
Takuma celebrando su único podio en la F1, al término del Gran Premio de los Estados Unidos de 2004.

Tras la experiencia adquirida como piloto de pruebas de BAR en 2001, Satō debutó en la máxima categoría del automovilismo en 2002, en parte gracias al apoyo financiero de Honda, que le permitió asegurarse un asiento en Jordan. En la Fórmula 1, Satō se mostró como un piloto veloz pero errático, alcanzando su punto más bajo con una colisión en Mónaco que destruyó su coche y el de su compañero de equipo. Podía haber puntuado en su debut en Australia, pero una avería puso fin a su carrera cuando rodaba en sexto puesto. Acabó la temporada con dos puntos en su casillero, los que obtuvo al finalizar quinto en la última carrera del año, en 'su casa' (Japón).
En 2003, Honda dejó de suministrar sus motores a Jordan y Satō fue repescado por BAR como piloto de pruebas, pero disputó la última carrera de la temporada en Suzuka en reemplazo de Jacques Villeneuve, logrando una sexta posición. Al año siguiente, Satō ocupó uno de los 2 asientos de BAR, logrando en esa temporada lo que sería el segundo podio en la categoría por parte de un piloto japonés (tras el obtenido por Aguri Suzuki en 1990), al finalizar tercero en el Gran Premio de Estados Unidos tras realizar un gran número de adelantamientos en pista. También fue capaz de clasificarse segundo en Nürburgring, solo por detrás de Michael Schumacher, en lo que es la mejor posición en la parrilla lograda por piloto nipón. Además, llegó a liderar dos vueltas, algo que no conseguía un japonés desde Satoru Nakajima en el Gran Premio de Bélgica de 1987. Hay que destacar también su excelente salida en Mónaco, que le llevó del séptimo puesto en la parrilla al cuarto en la primera curva. Sus buenos resultados (a pesar de los frecuentes fallos de motor de su monoplaza y de decisiones estratégicas favorables a su compañero que le privaron de subirse más veces al cajón) contribuyeron a la obtención del octavo puesto de Takuma en el campeonato de pilotos, al finalizar la temporada con 34 puntos, unas unidades que también le sirvieron a BAR para lograr el subcampeonato de constructores.

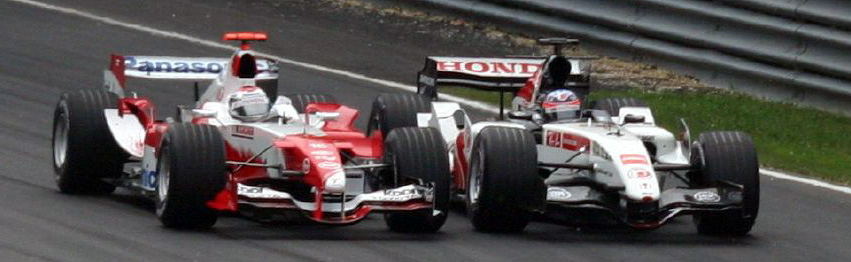
Satō emparejado con Jarno Trulli en el Gran Premio de Canadá.

Para la temporada 2005, Takuma Satō fue confirmado como uno de los dos pilotos titulares de BAR, de nuevo junto al inglés Jenson Button. Fue un año nefasto para BAR, puesto que sus pilotos sufren una descalificación por tres carreras a causa de irregularidades en el peso del coche, cuya competitividad fue muy inferior que la de su predecesor. Satō sigue pilotando como en 2004, pero el monoplaza no responde. A finales de esta y debido a su bajo rendimiento en carrera, BAR (en adelante, Honda) prescinde de sus servicios al terminar la temporada 2005.

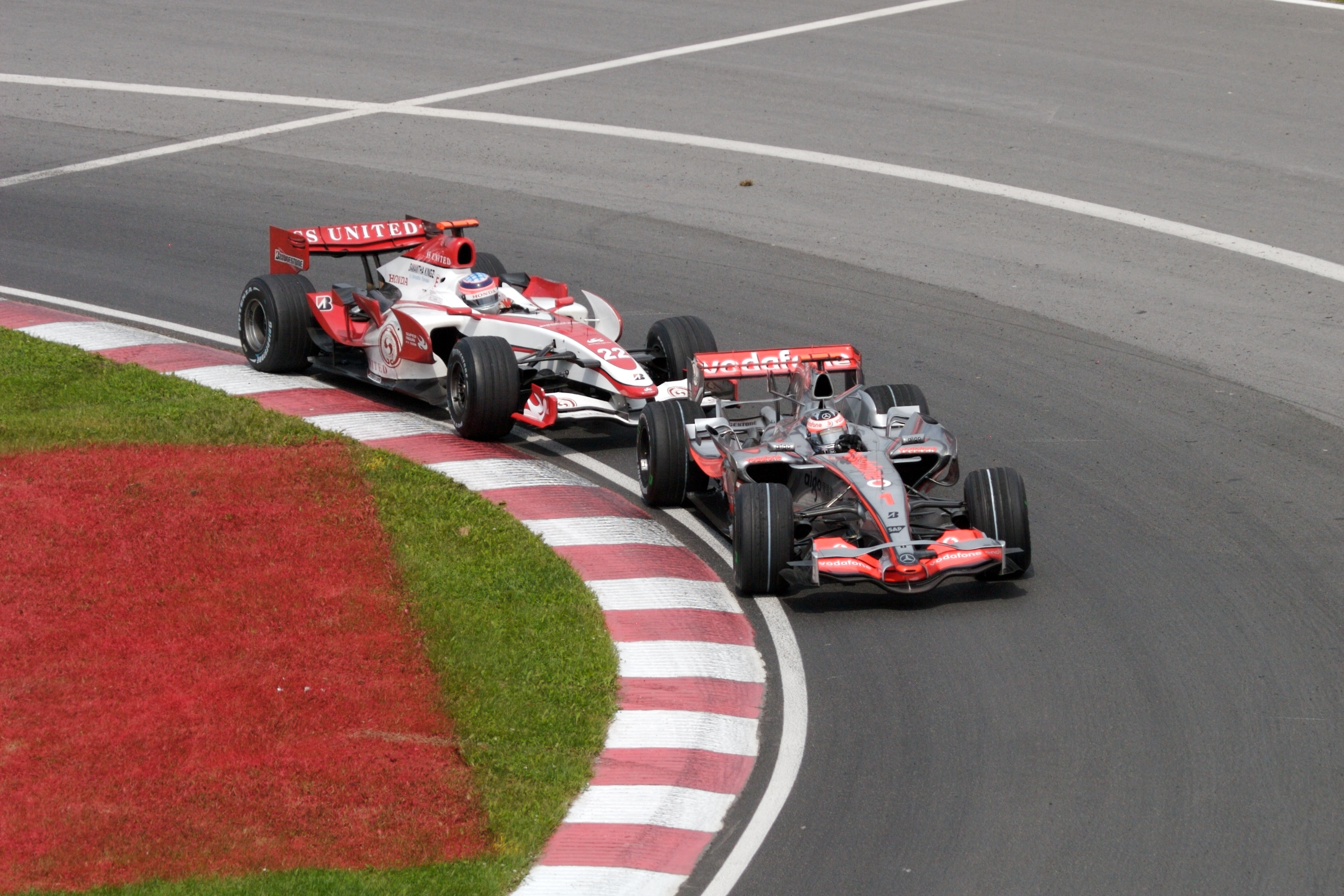
Satō persiguiendo a Fernando Alonso en el Gran Premio de Canadá, que acabó en sexta posición.

En el año 2006, Satō se integró en el recién creado Super Aguri. En esta escudería tuvo una complicada campaña en la que un trabajado décimo puesto fue su mejor resultado. Taku tuvo varios compañeros, los japoneses Yuji Ide y Sakon Yamamoto, y el francés Franck Montagny. Para el 2007, fue confirmado en el equipo, teniendo de compañero al inglés Anthony Davidson. Esa temporada Satō logró sumar un punto en el Gran Premio de España, al terminar octavo. Además, en el Gran Premio de Canadá, Takuma sumó tres puntos más (todos ellos los primeros de Super Aguri en la F1), al finalizar en sexta posición y permitirse el lujo de adelantar a unos coches claramente superiores: los de Kimi Räikkönen, al principio; y Ralf Schumacher y Fernando Alonso (que tenía problemas con los neumáticos) en las últimas vueltas. Sin duda, fue una de las mejores carreras de Satō en la F1. El mismo piloto japonés afirmó que aquel fue "el día más bonito" de su carrera deportiva. Además, se mencionó que, de no mediar un error en el "pit stop", hubiera podido llegar a la cuarta posición. El resto del año no fue tan positivo, ya que al coche le faltó desarrollo y su compañero obtuvo mejores prestaciones que él. Pero finalmente, haciendo un buen papel, acaba la temporada 17º con 4 puntos, los mismos 4 puntos que sumó Super Aguri puesto que solo Satō fue capaz de puntuar con la escudería de Aguri Suzuki. Fue la mejor clasificación del piloto japonés desde 2004, cuando aún estaba en BAR.
Takuma Satō y su compañero Anthony Davidson finalmente participan en la temporada 2008, tras estar en el aire el futuro de su escudería toda la pretemporada debido a problemas económicos. En Australia, Satō tiene que abandonar por una avería, aunque llegó a rodar décimo y hubiera puntuado de no ser por el problema mecánico. En los siguientes GGPP, Satō no tiene suerte y acaba inmediatamente detrás de Davidson. Su participación en el Gran Premio de España, donde acabó 13º, estuvo en duda por la falta de liquidez de la escudería, como lo estuvo para Gran Premio de Turquía, antes del cual Super Aguri no obtuvo financiación y se retiró de la F1 definitivamente. Así, Satō se quedó sin equipo. Posteriormente, el piloto japonés participó en tres entrenamientos oficiales con Toro Rosso para tratar de convencer a los dirigentes e incorporarse al equipo en 2009; pero pese a su buena actuación, finalmente la escudería italiana no le contrató. Sin embargo, Satō aseguró que no pensaba rendirse y que quería seguir en F1. Algunas publicaciones le vincularon con un puesto de probador tanto para Red Bull como para Toro Rosso, pero el piloto japonés tampoco llegó a ningún acuerdo con los directivos.
Satō pudo ser piloto titular de Renault durante 2008 y también en 2009. No lo consiguió en 2008 debido a que Nelson Piquet mejoró después del aviso de Briatore. En 2009, cuando Piquet fue despedido, su sustituto fue Romain Grosjean. Takuma intentó conseguir un volante en la F1 para la temporada 2010. Saltó el rumor de que el piloto japonés podía fichar por Lotus, pero su regreso volvió a frustrarse luego de que el equipo malayo confirmara a Jarno Trulli y Heikki Kovalainen como sus pilotos oficiales. La opción Renault también se desvaneció con el fichaje de Vitaly Petrov; por lo que, finalmente, el japonés cerró su etapa en la F1 y entró en IndyCar.

#### Comparación con compañeros de equipo
Takuma Satō no tiene muy buen balance ante sus compañeros de escudería en la Fórmula 1. En Jordan (2002), su año de debut en la máxima categoría, se encontró con un piloto experimentado como Giancarlo Fisichella, que logró cinco puntos más que él (7 en total). En 2003, Satō solo corrió la última carrera, por lo que excluimos este año del análisis. En 2004, Takuma compitió para BAR junto con Jenson Button. El prometedor piloto inglés partía como líder de esa escudería y acabó tercero en el campeonato con 85 puntos, 51 más que los sumados por Satō, que sin embargo se vio más afectado por problemas mecánicos. La siguiente temporada, la 2005, Satō tuvo muy mala suerte y completó un mal año (diversos factores, propios y ajenos, hicieron que solo sumara un punto) que provocó su marcha del equipo. Sin embargo, en Super Aguri F1, Takuma maduró y se revalorizó como piloto. En 2006, con un material muy desfasado, no logró puntuar, ni tampoco sus compañeros, pero a todos los superó en las carreras. Satō asombró con un gran papel en 2007, cuando sumó los únicos cuatro puntos que atesoró Super Aguri en su breve experiencia en la F1. Su compañero, Anthony Davidson, también mostró un buen nivel. La última temporada de Satō fue la 2008, en la que consiguió un mejor resultado que Davidson en las cuatro carreras en las que participaron.

### IndyCar

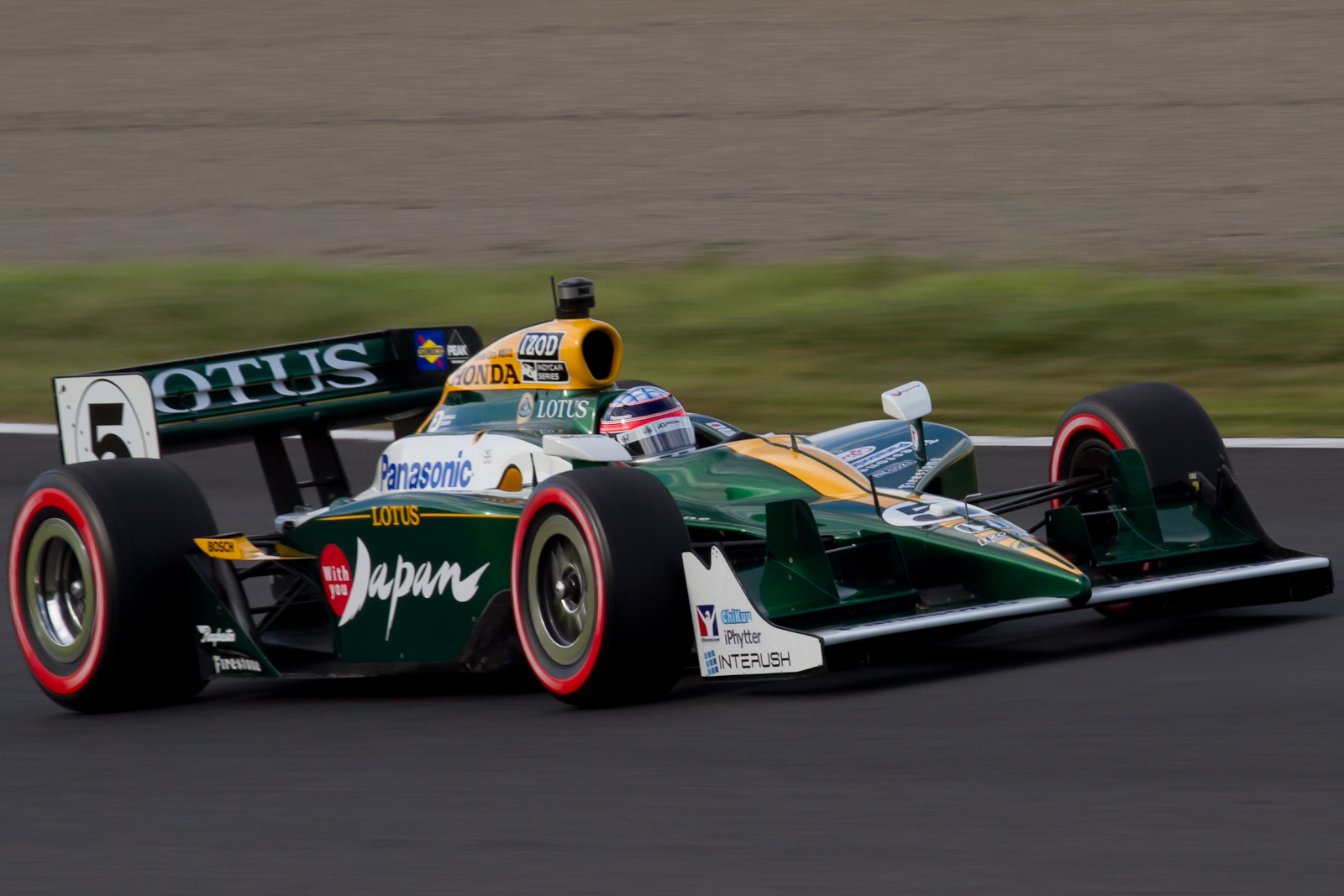
Satō conduciendo su KV Racing-Lotus en Motegi.

Satō cambió de categoría y dio el salto a la IndyCar al firmar un contrato con KV Racing Technology para disputar la temporada 2010, siendo compañero de Ernesto José Viso y Mario Moraes. Para conseguir el puesto, tuvo que invertir parte de sus ahorros.
En sus primeras carreras, Satō demostró ser rápido en la Indy, estando habitualmente en el top ten de las parrillas de salida y llegando a rodar en las posiciones delanteras tales como la quinta o la sexta. Kansas Speedway fue testigo de su primera actuación en un circuito oval, y Satō iba en séptimo puesto a falta de pocas vueltas para acabar cuando Hideki Mutoh colisionó con él intentando evitar a Simona de Silvestro y ambos acabaron contra el muro. Su primera actuación en las 500 Millas de Indianápolis se vio empañada por un accidente en las prácticas que comprometió su actuación en la clasificación y una sanción de pase y siga en carrera que le desplazó de las primeras 10 posiciones hasta el 20.º puesto final. En Iowa, Takuma completó su mejor carrera en la categoría: obtuvo una buena posición en la clasificación, protagonizando varios adelantamientos en carrera y llegando a rodar en tercera posición, pero un doblado le forzó a apartarse de la trazada y su monoplaza impactó contra el muro y abandonó. En Watkins Glen, llegó una gran actuación en clasificación, obteniendo un quinto puesto en la parrilla; y también su mejor posición final en carrera (15.º), que pudo ser mejor si sus "pit stops" hubieran sido mejores. En Edmonton, Sato consigue acabar la carrera en novena posición, aunque dos incidentes con los rivales evitaron que acabara más arriba. Takuma sorprendió en Mid-Ohio, donde se hizo con el tercer puesto en la parrilla de salida, aunque su carrera acabó con un accidente. Luego protagonizó una buena remontada en Sonoma, del 17.º al 10.º puesto, hasta que en las últimas vueltas tuvo que parar para cambiar un neumático pinchado y llegó a la meta el 18.º.
Diferentes problemas (averías, colisiones por errores propios y también provocadas por rivales o sanciones) le impidieron obtener mejores resultados en su temporada de debut, dejando interesantes destellos de calidad que no pudo materializar en números positivos.
Satō volvió a correr con KV Racing en 2011, y de nuevo con colores de Lotus. A su lado volvió a estar el venezolano Ernesto Viso, también patrocinado por Lotus; y el excampeón de la categoría Tony Kanaan. En su primera carrera del año, Takuma consigue un quinto puesto. En São Paulo, Satō disputó su primera carrera en mojado en la categoría, y condujo hábilmente para evitar el caos. El japonés lideraba una movida carrera en los últimos instantes, pero al final acabó octavo tras entrar en boxes para repostar a falta de 6 vueltas. En Iowa, donde el año pasado ya había rodado en posiciones de podio, Satō se convierte en el primer japonés que logra una pole position en la categoría, logro que repetiría en Edmonton. En la siguiente carrera, el piloto japonés obtiene su mejor resultado, un cuarto. Al final, tras una temporada de contrastes, Takuma finalizó decimotercero.

En 2012, Satō cambia de equipo, pasando a competir con Rahal Letterman Lanigan Racing. Lideraba la carrera en su debut con el nuevo equipo, pero una avería tras su último repostaje le hizo abandonar. En su tercera carrera con Rahal en el circuito callejero de Long Beach, el piloto japonés perdió su posición de podio (3.º) al ser golpeado en la última vuelta por Ryan Hunter-Reay. Finalmente, logra subirse al podio por primera vez en la IndyCar el 29 de abril de 2012 en San Pablo, al largar 25.º y llegar tercero. El 27 de mayo de 2012 lideró las 500 millas de Indianápolis y en la última vuelta intentó adelantar a Dario Franchitti para llevarse el triunfo, pero hizo un trompo y chocó contra el muro. El 22 de julio de 2012, consigue su segundo podio en la categoría, finalizando en el segundo puesto (a apenas 8 décimas de Helio Castroneves) en Edmonton. En la fecha final en Fontana, volvió a chocar en la última vuelta, esta vez cuando peleaba posición con el eventual campeón Ryan Hunter-Reay. Con cinco top 5 y seis abandonos en 15 fechas, el japonés terminó 14.º en el campeonato.

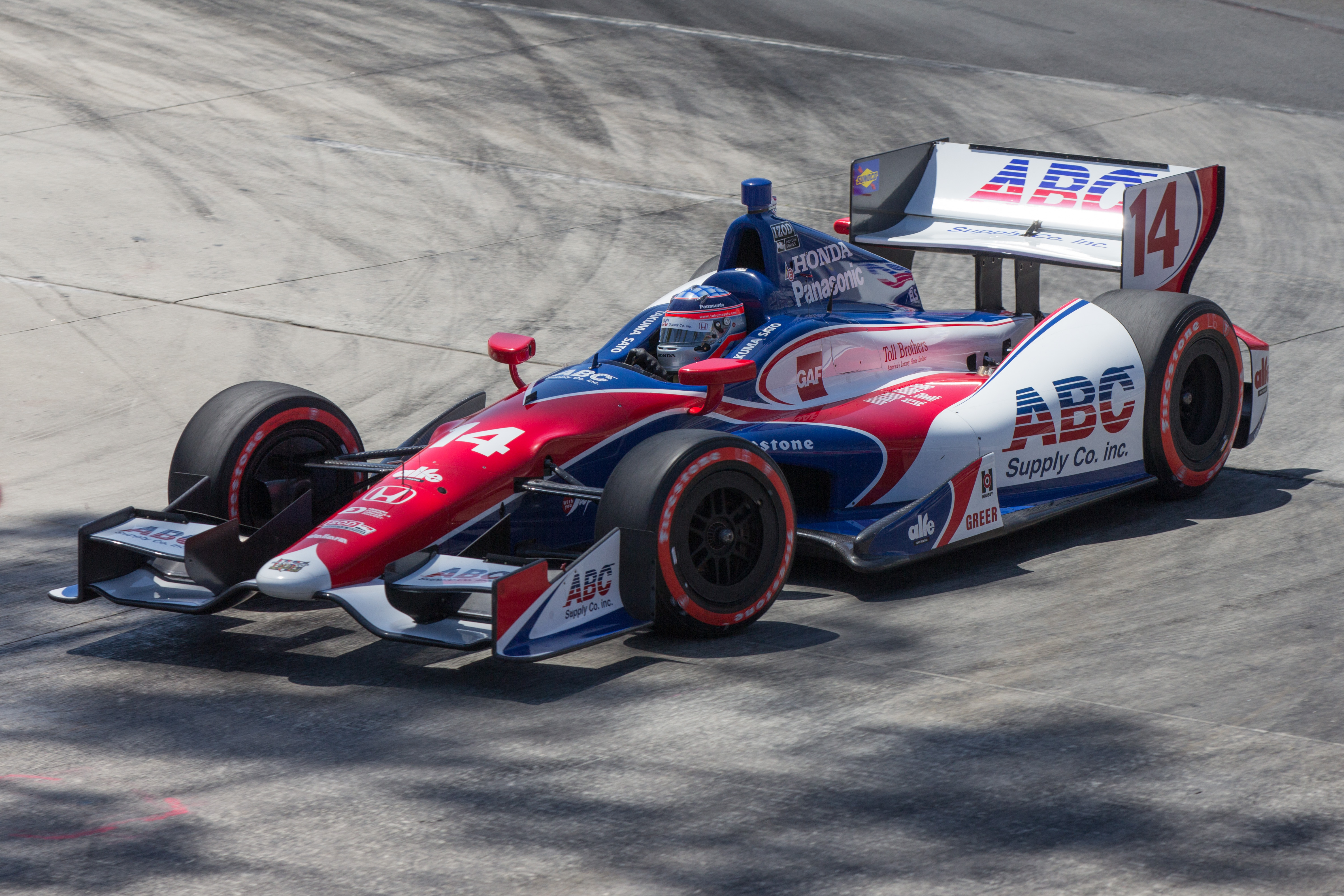
Satō en Long Beach, donde logró su primera victoria en la IndyCar.

A partir de 2013, Satō corre al volante del monoplaza #14 de A.J. Foyt. En su estreno con el equipo en San Petersburgo, sorprendió al clasificarse en primera línea de parrilla, terminando 8.º en carrera tras un toque que le dañó el alerón delantero. Un problema para engranar la marcha tras un repostaje le privó de un buen resultado en Barber. Finalmente, el 21 de abril de 2013, Takuma gana en Long Beach y se convierte en el primer piloto japonés que vence en la IndyCar. Este triunfo fue histórico, ya que es el nivel más alto en el que un piloto asiático ha ganado en el automovilismo. Estuvo a punto de repetir victoria el 5 de mayo en São Paulo, pero finalmente terminó segundo tras ser adelantado por James Hinchcliffe en la última curva, pese a lo cual se situó como líder de campeonato. En las 500 millas de Indianápolis, salía 18.º, y tras remontar hasta el 6.º puesto, hizo un trompo que le dejó en las últimas posiciones. Finalmente, acabó 13.º En Detroit sufrió su primer abandono de la temporada al ser empujado hacia las protecciones por Tristan Vautier. Satō tuvo opciones de conseguir un nuevo podio en Milwaukee, pero una bandera amarilla perjudicó su estrategia y terminó 7.º Pero luego encadenó cuatro abandonos consecutivos: Dos por avería (motor y escapes) y dos por accidente. En Mid-Ohio sufrió un complicado fin de semana en el que el coche no tuvo ritmo en ningún momento y solo pudo ser 22.º Tras varios eventos sin fortuna, viéndose asolado por problemas mecánicos, el 5 de octubre, consigue su tercera pole en la IndyCar. Pero nuevamente se ve involucrado en dos accidentes ese fin de semana, el segundo de ellos de bastante entidad y que también afectó a Dario Franchitti y Ernesto José Viso. Concluyó la temporada con otra avería, siendo 17.º clasificado del campeonato, tras una recta final plagada de infortunios.
Comienza la temporada 2014 en San Petersburgo de la mejor forma posible, obteniendo la pole position, pero en carrera tiene problemas con los neumáticos después de su primera parada y termina 7.º En Long Beach tiene que abandonar cuando rodaba entre los 10 primeros después de verse envuelto en un accidente múltiple. En las 500 millas de Indianápolis rodaba quinto, pero tuvo que parar para que le retiraran una pieza de otro monoplaza de su pontón, lo que le retrasó hasta el 18.º puesto final. En la primera ronda de Detroit, termina la carrera muy atrasado por problemas de caja de cambios; y en la segunda, pese a hacerse de nuevo con la posición preferente (con récord de vuelta del circuito incluido), pierde posiciones en un mal "pit stop" y sufre dos toques por parte de Ryan Briscoe y Marco Andretti que le llevan a acabar en 18.º puesto. En Texas, a falta de 7 vueltas para el final, tiene que abandonar debido a un fallo de motor cuando rodaba 13.º En la primera de dos carreras en Houston protagonizó un comienzo increíble, pasando del sexto puesto inicial al primero en apenas 5 vueltas, hasta que una colisión con Mijaíl Aleshin, que le intentó adelantar para recuperar su vuelta perdida, acabó con su carrera; mientras que en la segunda, vuelve a ser golpeado por Marco Andretti y termina abandonando al golpear el muro. Su mala racha continúa con más abandonos en Pocono, por problemas eléctricos cuando era el octavo clasificado tras 25 vueltas; y en Iowa, donde otra vez Mijaíl Aleshin se lo llevó por delante. Finalmente pone fin a 6 abandonos consecutivos con su mejor resultado del año, un quinto puesto, en la segunda carrera de Toronto. En Sonoma, pese a comenzar en las últimas posiciones, la estrategia y el coche funcionaron y Satō terminó cuarto, su mejor resultado del año.

Para 2015 tuvo a Jack Hawksworth como compañero. Comenzó la temporada 2015 de manera sólida, mostrándose como el mejor piloto de los que usaban aerokit de Honda; pero mediada la prueba, cuando iba quinto, un toque le dañó su alerón delantero y tuvo que entrar a los pits para cambiarlo, lo que le hizo perder muchas posiciones al estar el periodo de amarilla, y terminó decimotercero. En New Orleans, tuvo que abandonar en las últimas vueltas tras recibir un golpe en un incidente entre Marco Andretti y Charlie Kimball. Fue decimotercero en Long Beach tras una clasificación interrumpida por bandera roja y quedarse sin combustible en la última vuelta. Otro contacto, esta vez por parte de Will Power, volvió a perjudicarle en Alabama, donde concluyó en 17.º lugar. Por fin logró terminar en el top ten (noveno) en una carrera sin incidentes en Indianápolis. En Detroit, clasificó cuarto y subió al primer puesto en la primera vuelta bajo la lluvia, pero un toque con Josef Newgarden le obligó a cambiar el alerón, lo que acabó con sus opciones y le hizo terminar 11.º En la segunda carrera del fin de semana tuvo mejor fortuna y terminó segundo, obteniendo su primer podio en dos años. Terminó la temporada con un sexto en Pocono y un octavo en Sonoma. Por tanto, el japonés finalizó 14.º en el campeonato de pilotos.

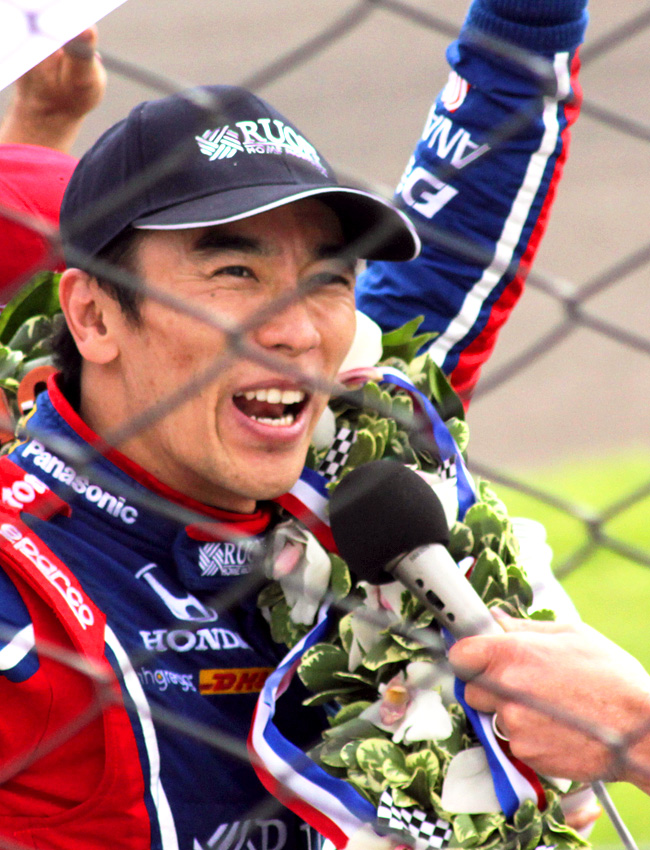
Satō tras ganar las 500 millas de Indianápolis de 2017.

El 16 de diciembre de 2015, se confirma que seguirá pilotando para Foyt un año más, lo que le convierte en el piloto más longevo en la historia este equipo (exceptuando al propio A. J. Foyt). Sus mejores resultados fueron dos quintas posiciones (Long Beach y Toronto) y una sexta (San Petersburgo), finalizando en 17.º puesto en la clasificación general.
Andretti Autosport lo contrató para conducir el coche #26 en 2017, reemplazando a Carlos Muñoz. En su debut con el equipo, en San Petersburgo, obtuvo el quinto puesto en la parrilla y terminó la carrera en esa misma posición, tras liderar la prueba y sufrir una lenta última parada. Posteriormente, ganó la 101.ª edición de las 500 millas de Indianápolis, 13 años después de su único podio en F1 precisamente en el Indianapolis Motor Speedway. Finalizó la temporada en octava posición, habiendo obtenido el mencionado triunfo, dos poles y tres top 5.
Takuma regresó al equipo Rahal Letterman Lanigan Racing para la temporada 2018. Ganó en Portland, y obtuvo un tercer lugar y un total de 8 top 10. De esta forma concluyó decimosegundo en la temporada.
En la tercera carrera de la temporada 2019, en Alabama, consiguió la pole position y su cuarta victoria en la IndyCar. Posteriormente, finalizó tercero en las 500 millas de Indianápolis, logró una nueva pole position en Texas y obtuvo su segundo triunfo del año en Gateway. Finalmente, terminó la temporada en la novena posición del campeonato.
En 2020, volvió a ganar las 500 millas de Indianápolis, siendo solo el 20.º piloto de la historia que logra repetir triunfo en esta prueba. Posteriormente consiguió una segunda posición y una pole en las 2 carreras de Gateway, logrando terminar séptimo en el campeonato, su mejor resultado en una temporada en esta categoría.
El 24 de octubre de 2020, firmó un nuevo contrato para seguir en el equipo Rahal la próxima temporada. No obtuvo podios en 2021, siendo su mejor resultado una cuarta posición en la primera fecha de Detroit. Logró el 11° puesto del campeonato general con 8 llegadas entre los diez primeros. El 5 de octubre de 2021, Rahal anunció que Satō no iba a continuar en el equipo.
Dos meses después, el 9 de diciembre de 2021, Satō comunicó que competiría nuevamente a tiempo completo en la IndyCar de la mano de Dale Coyne Racing en 2022. A pesar de que protagonizó algunas buenas actuaciones en clasificación en Texas (3.º) y Detroit (2.º), su mejor resultado en carrera fue un 5.º puesto en Gateway, finalizando como 19.º clasificado en el certamen.
El 17 de enero de 2023, Chip Ganassi Racing anunció a Satō como nuevo piloto de su coche #11 en las carreras en óvalos. Sus mejores resultados fueron una 7.ª posición en las 500 millas de Indianápolis y una 9.ª en la primera ronda de Iowa, siendo 25.º en la segunda prueba de Iowa y sufriendo dos abandonos en las otras dos rondas en las que participó.
El 15 de febrero de 2024, el equipo Rahal confirmó que Satō sería su cuarto piloto en la próxima edición de las 500 millas de Indianápolis. Concluyó dicha carrera en 14ª posición.
El 11 de marzo de 2025, Satō anunció su regreso a la competición, participando en las 500 millas de Indianápolis nuevamente con un cuarto coche del equipo Rahal. Obtuvo su mejor resultado en clasificación en esta carrera, situando su coche en 2ª posición (convirtiéndose en el piloto más veterano del siglo XXI en clasificar en primera línea en las Indy500); y rodó en cabeza durante 51 de las 86 primeras vueltas de la carrera, siendo el piloto que más giros lideró en esta edición de la prueba. Sin embargo, un error en su tercera parada en boxes le hizo perder numerosas posiciones y acabó con sus opciones de triunfo. Finalmente, concluyó en 11º puesto, aunque posteriormente ascendió al 9º lugar, beneficiándose de dos sanciones a Marcus Ericsson y Kyle Kirkwood al día siguiente.

#### Comparación con compañeros de equipo
La tendencia en F1 se mantuvo inicialmente en IndyCar. En su primera temporada (2010), Satō no conocía los circuitos ni había corrido nunca en ovales, y tuvo dos compañeros (Mario Moraes y Ernesto José Viso) que ya habían competido en dos temporadas en la categoría, de modo que superaron la puntuación obtenida por el japonés. En su segundo año (2011), con Tony Kanaan y Ernesto José Viso a su lado, Satō mejoró sus prestaciones y pudo superar al piloto venezolano. En 2017, Satō sumó más puntos que dos de sus tres compañeros en Andretti.

### Fórmula Nippon/Super Fórmula
En junio de 2012, se anunció que Takuma Satō competiría junto a Naoki Yamamoto con el equipo Mugen en las tres últimas carreras de la temporada 2012 de la Fórmula Nippon, aprovechando la temprana finalización de la temporada 2012 de IndyCar. Finalizó noveno en la primera de ellas, en un Circuito de Sugo desconocido para él.
En 2013, Satō volvió a participar en algunas carreras de la renombrada Super Fórmula Japonesa.

### Resistencia
Takuma Satō participó en dos carreras (Fuji y Shanghái) del Campeonato Mundial de Resistencia 2012 con un prototipo LMP1 del equipo OAK Racing. Terminó en séptimo y octavo puesto, respectivamente.

### Fórmula E
Durante la pretemporada de la temporada inaugural 2014-15, participó en un test con Amlin Aguri, y compitió con dicho equipo en la primera carrera de la especialidad. El piloto nipón disputó el ePrix de Pekín en el cual firmó la vuelta rápida.

## Resumen de carrera
| Temporada | Categoría                            | Equipo                                  | Carreras          | Poles             | Victorias         | Puntos            | Pos.              |
| --------- | ------------------------------------ | --------------------------------------- | ----------------- | ----------------- | ----------------- | ----------------- | ----------------- |
| 1998      | Fórmula 3 Japonesa                   | Dome Project                            | 1                 | 0                 | 0                 | 0                 | NC                |
| 1999      | Fórmula 3 Británica - Clase Nacional | Diamond Racing                          | 7                 | 0                 | 0                 | 103               | 4.º               |
| 1999      | Europa Cup Britain                   | Diamond Racing                          | ?                 | ?                 | ?                 | 48                | 2.º               |
| 1999      | Fórmula Opel Unión Europea           | Diamond Racing                          | ?                 | ?                 | 1                 | 115               | 6.º               |
| 2000      | Fórmula 3 Británica                  | Carlin Motorsport                       | 12                | 6                 | 4                 | 129               | 3.º               |
| 2000      | Copa Europea de Fórmula 3            | Carlin Motorsport                       | 1                 | 0                 | 0                 | N/A               | NC                |
| 2000      | Gran Premio de Macao                 | Carlin Motorsport                       | 1                 | 0                 | 0                 | N/A               | 14.º              |
| 2000      | Masters de Fórmula 3                 | Carlin Motorsport                       | 1                 | 0                 | 0                 | N/A               | 28.º              |
| 2000      | Corea Super Prix                     | Carlin Motorsport                       | 1                 | 0                 | 0                 | N/A               | 8.º               |
| 2001      | Fórmula 3 Británica                  | Carlin Motorsport                       | 25                | 6                 | 12                | 345               | 1.º               |
| 2001      | Copa Europea de Fórmula 3            | Carlin Motorsport                       | 1                 | 0                 | 0                 | N/A               | NC                |
| 2001      | Gran Premio de Macao                 | Carlin Motorsport                       | 1                 | 0                 | 1                 | N/A               | 1.º               |
| 2001      | Masters de Fórmula 3                 | Carlin Motorsport                       | 1                 | 1                 | 1                 | N/A               | 1.º               |
| 2001      | Fórmula 1                            | Lucky Strike BAR Honda                  | Piloto de pruebas | Piloto de pruebas | Piloto de pruebas | Piloto de pruebas | Piloto de pruebas |
| 2002      | Fórmula 1                            | DHL Jordan Honda                        | 17                | 0                 | 0                 | 2                 | 15.º              |
| 2003      | Fórmula 1                            | Lucky Strike BAR Honda                  | 1                 | 0                 | 0                 | 3                 | 18.º              |
| 2004      | Fórmula 1                            | Lucky Strike BAR Honda                  | 18                | 0                 | 0                 | 34                | 8.º               |
| 2005      | Fórmula 1                            | Lucky Strike BAR Honda                  | 16                | 0                 | 0                 | 1                 | 23.º              |
| 2006      | Fórmula 1                            | Super Aguri F1 Team                     | 18                | 0                 | 0                 | 0                 | 23.º              |
| 2007      | Fórmula 1                            | Super Aguri F1 Team                     | 17                | 0                 | 0                 | 4                 | 17.º              |
| 2008      | Fórmula 1                            | Super Aguri F1 Team                     | 4                 | 0                 | 0                 | 0                 | 21.º              |
| 2008      | Fórmula 1                            | Scuderia Toro Rosso                     | Piloto de pruebas | Piloto de pruebas | Piloto de pruebas | Piloto de pruebas | Piloto de pruebas |
| 2010      | IndyCar Series                       | KV Racing Technology                    | 17                | 0                 | 0                 | 214               | 21.º              |
| 2011      | IndyCar Series                       | KV Racing Technology - Lotus            | 17                | 2                 | 0                 | 282               | 13.º              |
| 2012      | IndyCar Series                       | Rahal Letterman Lanigan Racing          | 15                | 0                 | 0                 | 281               | 14.º              |
| 2012      | Fórmula Nippon                       | Team Mugen                              | 3                 | 0                 | 0                 | 0                 | 15.º              |
| 2013      | IndyCar Series                       | A. J. Foyt Enterprises                  | 19                | 2                 | 1                 | 322               | 17.º              |
| 2013      | Campeonato de Super Fórmula Japonesa | Team Mugen                              | 4                 | 0                 | 0                 | 0.5               | 18.º              |
| 2014      | IndyCar Series                       | A. J. Foyt Enterprises                  | 18                | 2                 | 0                 | 350               | 18.º              |
| 2014-15   | Fórmula E                            | Amlin Aguri                             | 1                 | 0                 | 0                 | 2                 | 24.º              |
| 2015      | IndyCar Series                       | A. J. Foyt Enterprises                  | 16                | 0                 | 0                 | 323               | 14.º              |
| 2016      | IndyCar Series                       | A. J. Foyt Enterprises                  | 16                | 0                 | 0                 | 320               | 17.º              |
| 2017      | IndyCar Series                       | Andretti Autosport                      | 17                | 2                 | 1                 | 441               | 8.º               |
| 2018      | IndyCar Series                       | Rahal Letterman Lanigan Racing          | 17                | 0                 | 1                 | 351               | 12.º              |
| 2019      | IndyCar Series                       | Rahal Letterman Lanigan Racing          | 17                | 2                 | 2                 | 415               | 9.º               |
| 2020      | IndyCar Series                       | Rahal Letterman Lanigan Racing          | 14                | 1                 | 1                 | 348               | 7.º               |
| 2021      | IndyCar Series                       | Rahal Letterman Lanigan Racing          | 16                | 0                 | 0                 | 324               | 11.º              |
| 2022      | IndyCar Series                       | Dale Coyne Racing with Rick Ware Racing | 17                | 0                 | 0                 | 258               | 19.º              |
| 2023      | IndyCar Series                       | Chip Ganassi Racing                     | 5                 | 0                 | 0                 | 70                | 29.º              |
| 2024      | IndyCar Series                       | Rahal Letterman Lanigan Racing          | 1                 | 0                 | 0                 | 19                | 37.º              |
| Fuente:   |                                      |                                         |                   |                   |                   |                   |                   |

## Resultados

### Fórmula 1
(Clave) (negrita indica pole position) (cursiva indica vuelta rápida)

| Año     | Escudería              | 1       | 2      | 3       | 4       | 5       | 6       | 7       | 8       | 9       | 10      | 11      | 12      | 13     | 14      | 15     | 16      | 17     | 18      | 19      | Pos. | Puntos |
| ------- | ---------------------- | ------- | ------ | ------- | ------- | ------- | ------- | ------- | ------- | ------- | ------- | ------- | ------- | ------ | ------- | ------ | ------- | ------ | ------- | ------- | ---- | ------ |
| 2002    | DHL Jordan Honda       | AUS Ret | MYS 9  | BRA 9   | SMR Ret | ESP Ret | AUT Ret | MON Ret | CAN 10  | EUR 16  | GBR Ret | FRA Ret | GER 8   | HUN 10 | BEL 11  | ITA 12 | USA 11  | JPN 5  |         |         | 15.º | 2      |
| 2003    | Lucky Strike BAR Honda | AUS     | MYS    | BRA     | SMR     | ESP     | AUT     | MON     | CAN     | EUR     | FRA     | GBR     | GER     | HUN    | ITA     | USA    | JPN 6   |        |         |         | 18.º | 3      |
| 2004    | Lucky Strike BAR Honda | AUS 9   | MYS 15 | BHR 5   | SMR 16  | ESP 5   | MON Ret | EUR Ret | CAN Ret | USA 3   | FRA Ret | GBR 11  | GER 8   | HUN 6  | BEL Ret | ITA 4  | CHN 6   | JPN 4  | BRA 6   |         | 8.º  | 34     |
| 2005    | Lucky Strike BAR Honda | AUS 14  | MYS PO | BHR Ret | SMR DSQ | ESP     | MON     | EUR 12  | CAN Ret | USA DNS | FRA 11  | GBR 16  | GER 12  | HUN 8  | TUR 9   | ITA 16 | BEL Ret | BRA 10 | JPN DSQ | CHN Ret | 23.º | 1      |
| 2006    | Super Aguri F1 Team    | BHR 18  | MYS 14 | AUS 12  | SMR Ret | EUR Ret | ESP 17  | MON Ret | GBR 17  | CAN 15  | USA Ret | FRA Ret | GER Ret | HUN 13 | TUR Ret | ITA 16 | CHN DSQ | JPN 15 | BRA 10  |         | 23.º | 0      |
| 2007    | Super Aguri F1         | AUS 12  | MYS 13 | BHR Ret | ESP 8   | MON 17  | CAN 6   | USA Ret | FRA 16  | GBR 14  | EUR Ret | HUN 15  | TUR 18  | ITA 16 | BEL 15  | JPN 15 | CHN 14  | BRA 12 |         |         | 17.º | 4      |
| 2008    | Super Aguri F1         | AUS Ret | MYS 16 | BHR 17  | ESP 13  | TUR     | MON     | CAN     | FRA     | GBR     | GER     | HUN     | EUR     | BEL    | ITA     | SIN    | JPN     | CHN    | BRA     |         | 21.º | 0      |
| Fuente: |                        |         |        |         |         |         |         |         |         |         |         |         |         |        |         |        |         |        |         |         |      |        |

### IndyCar Series
(Clave) (negrita indica pole position) (cursiva indica vuelta rápida)

| Año     | Equipo                                  | Motor | 1       | 2      | 3      | 4      | 5       | 6       | 7      | 8      | 9      | 10     | 11     | 12     | 13     | 14     | 15     | 16     | 17     | 18     | 19     | Pos. | Puntos |
| ------- | --------------------------------------- | ----- | ------- | ------ | ------ | ------ | ------- | ------- | ------ | ------ | ------ | ------ | ------ | ------ | ------ | ------ | ------ | ------ | ------ | ------ | ------ | ---- | ------ |
| 2010    | KV Racing Technology                    | Honda | SAO 22  | STP 22 | ALA 25 | LBH 18 | KAN 24  | INDY 20 | TXS 25 | IOW 19 | WGL 15 | TOR 25 | EDM 9  | MDO 25 | SNM 18 | CHI 26 | KTY 27 | MOT 12 | HMS 18 |        |        | 21.º | 214    |
| 2011    | KV Racing Technology - Lotus            | Honda | STP 5   | ALA 16 | LBH 21 | SAO 8  | INDY 33 | TXS 5   | TXS 12 | MIL 8  | IOW 19 | TOR 20 | EDM 21 | MDO 4  | NHA 7  | SNM 18 | BAL 18 | MOT 11 | KTY 15 | VEG C  |        | 13.º | 297    |
| 2012    | Rahal Letterman Lanigan Racing          | Honda | STP 22  | ALA 24 | LBH 8  | SAO 3  | INDY 17 | DET 20  | TXS 22 | MIL 20 | IOW 12 | TOR 9  | EDM 2  | MDO 13 | SNM 27 | BAL 21 | CAL 7  |        |        |        |        | 14.º | 281    |
| 2013    | A. J. Foyt Enterprises                  | Honda | STP 8   | ALA 14 | LBH 1  | SAO 2  | INDY 13 | DET 19  | DET 23 | TXS 11 | MIL 7  | IOW 23 | POC 22 | TOR 24 | TOR 20 | MDO 22 | SNM 23 | BAL 24 | HOU 17 | HOU 14 | CAL 17 | 17.º | 322    |
| 2014    | A. J. Foyt Enterprises                  | Honda | STP 7   | LBH 22 | ALA 13 | IMS 9  | INDY 19 | DET 18  | DET 18 | TXS 18 | HOU 21 | HOU 18 | POC 21 | IOW 22 | TOR 23 | TOR 5  | MDO 18 | MIL 15 | SNM 4  | FON 6  |        | 18.º | 350    |
| 2015    | A. J. Foyt Enterprises                  | Honda | STP 13  | LOU 22 | LBH 18 | ALA 17 | IMS 9   | INDY 13 | DET 11 | DET 2  | TXS 16 | TOR 10 | FON 18 | MIL 14 | IOW 18 | MDO 24 | POC 6  | SNM 8  |        |        |        | 14.º | 323    |
| 2016    | A. J. Foyt Enterprises                  | Honda | STP 6   | PHO 15 | LBH 5  | ALA 13 | IMS 18  | INDY 26 | DET 11 | DET 10 | ROA 17 | IOW 11 | TOR 5  | MDO 9  | POC 22 | TXS 20 | WGL 17 | SNM 14 |        |        |        | 17.º | 320    |
| 2017    | Andretti Autosport                      | Honda | STP 5   | LBH 18 | ALA 9  | PHO 16 | IMS 12  | INDY 1  | DET 8  | DET 4  | TXS 10 | ROA 19 | IOW 16 | TOR 16 | MDO 5  | POC 13 | GAT 19 | WGL 19 | SNM 20 |        |        | 8.º  | 441    |
| 2018    | Rahal Letterman Lanigan Racing          | Honda | STP 12  | PHO 11 | LBH 21 | ALA 8  | IMS 10  | INDY 32 | DET 5  | DET 17 | TXS 7  | ROA 4  | IOW 3  | TOR 22 | MDO 17 | POC 21 | GAT 9  | POR 1  | SNM 25 |        |        | 12.º | 351    |
| 2019    | Rahal Letterman Lanigan Racing          | Honda | STP 19  | COA 7  | ALA 1  | LBH 8  | IMS 14  | INDY 3  | DET 3  | DET 13 | TXS 15 | ROA 10 | TOR 22 | IOW 20 | MDO 19 | POC 21 | GAT 1  | POR 15 | LAG 21 |        |        | 9.º  | 415    |
| 2020    | Rahal Letterman Lanigan Racing          | Honda | TXS DNS | IMS 10 | ROA 9  | ROA 8  | IOW 10  | IOW 21  | INDY 1 | GTW 2  | GTW 9  | MDO 17 | MDO 18 | IMS 18 | IMS 14 | STP 10 |        |        |        |        |        | 7.º  | 348    |
| 2021    | Rahal Letterman Lanigan Racing          | Honda | ALA 13  | STP 6  | TXS 9  | TXS 14 | IMS 16  | INDY 14 | DET 4  | DET 12 | ROA 8  | MDO 10 | NSH 25 | IMS 10 | GTW 6  | POR 12 | LAG 27 | LBH 9  |        |        |        | 11.º | 324    |
| 2022    | Dale Coyne Racing with Rick Ware Racing | Honda | STP 10  | TXS 20 | LBH 17 | ALA 13 | IMS 7   | INDY 25 | DET 13 | ROA 15 | MDO 14 | TOR 25 | IOW 21 | IOW 10 | IMS 15 | NSH 21 | GTW 5  | POR 18 | LAG 23 |        |        | 19.º | 258    |
| 2023    | Chip Ganassi Racing                     | Honda | STP     | TXS 28 | LBH    | ALA    | IMS     | INDY 7  | DET    | ROA    | MDO    | TOR    | IOW 9  | IOW 25 | NSH    | IMS    | GTW 26 | POR    | LAG    |        |        | 29.º | 70     |
| 2024    | Rahal Letterman Lanigan Racing          | Honda | STP     | THE    | LBH    | ALA    | IGP     | INDY 14 | DET    | ROA    | LAG    | MDO    | IOW    | IOW    | TOR    | GAT    | POR    | MIL    | MIL    | NSH    |        | 37.º | 19     |
| 2025    | Rahal Letterman Lanigan Racing          | Honda | STP     | THE    | LBH    | ALA    | IGP     | INDY 9  | DET    | GAT    | ROA    | MDO    | IOW    | IOW    | TOR    | LAG    | POR    | MIL    | NSH    |        |        | 28.º | 36     |
| Fuente: |                                         |       |         |        |        |        |         |         |        |        |        |        |        |        |        |        |        |        |        |        |        |      |        |

### Fórmula Nippon/Campeonato de Super Fórmula Japonesa
(Clave) (negrita indica pole position) (cursiva indica vuelta rápida)

| Año     | Equipo     | 1      | 2   | 3   | 4   | 5   | 6      | 7       | 8       | 9      | Pos. | Puntos |
| ------- | ---------- | ------ | --- | --- | --- | --- | ------ | ------- | ------- | ------ | ---- | ------ |
| 2012    | Team Mugen | SUZ    | MOT | AUT | FUJ | MOT | SUG 9  | SUZ1 17 | SUZ2 10 |        | 15.º | 0      |
| 2013    | Team Mugen | SUZ 15 | AUT | MOT | FUJ | MOT | SUG 11 | SUZ1 9  | SUZ2 8  | FUJ 14 | 18.º | 0.5    |
| Fuente: |            |        |     |     |     |     |        |         |         |        |      |        |

### Campeonato Mundial de Resistencia de la FIA
(Clave) (negrita indica pole position) (cursiva indica vuelta rápida)

| Año  | Escudería  | Clase | Automóvil              | 1   | 2   | 3   | 4   | 5   | 6   | 7   | 8   | Pos. | Puntos | Ref.   |
| ---- | ---------- | ----- | ---------------------- | --- | --- | --- | --- | --- | --- | --- | --- | ---- | ------ | ------ |
| 2012 | OAK Racing | LMP1  | OAK Pescarolo 01-Honda | SEB | SPA | LMS | SIL | SÃO | BHR | FUJ | SHA | 80.º | 1      | [ 81 ] |
| 2012 | OAK Racing | LMP1  | OAK Pescarolo 01-Honda |     |     |     |     |     |     | 16  | 14  | 80.º | 1      | [ 81 ] |

### Fórmula E
(Clave) (negrita indica pole position) (cursiva indica vuelta rápida)

| Año     | Equipo      | 1       | 2   | 3   | 4   | 5   | 6   | 7   | 8   | 9   | 10   | 11   | Pos. | Puntos |
| ------- | ----------- | ------- | --- | --- | --- | --- | --- | --- | --- | --- | ---- | ---- | ---- | ------ |
| 2014-15 | Amlin Aguri | PEK Ret | PUT | PDE | BUE | MIA | LBH | MCA | BER | MOS | LON1 | LON2 | 24.º | 2      |
| Fuente: |             |         |     |     |     |     |     |     |     |     |      |      |      |        |

## Vida personal

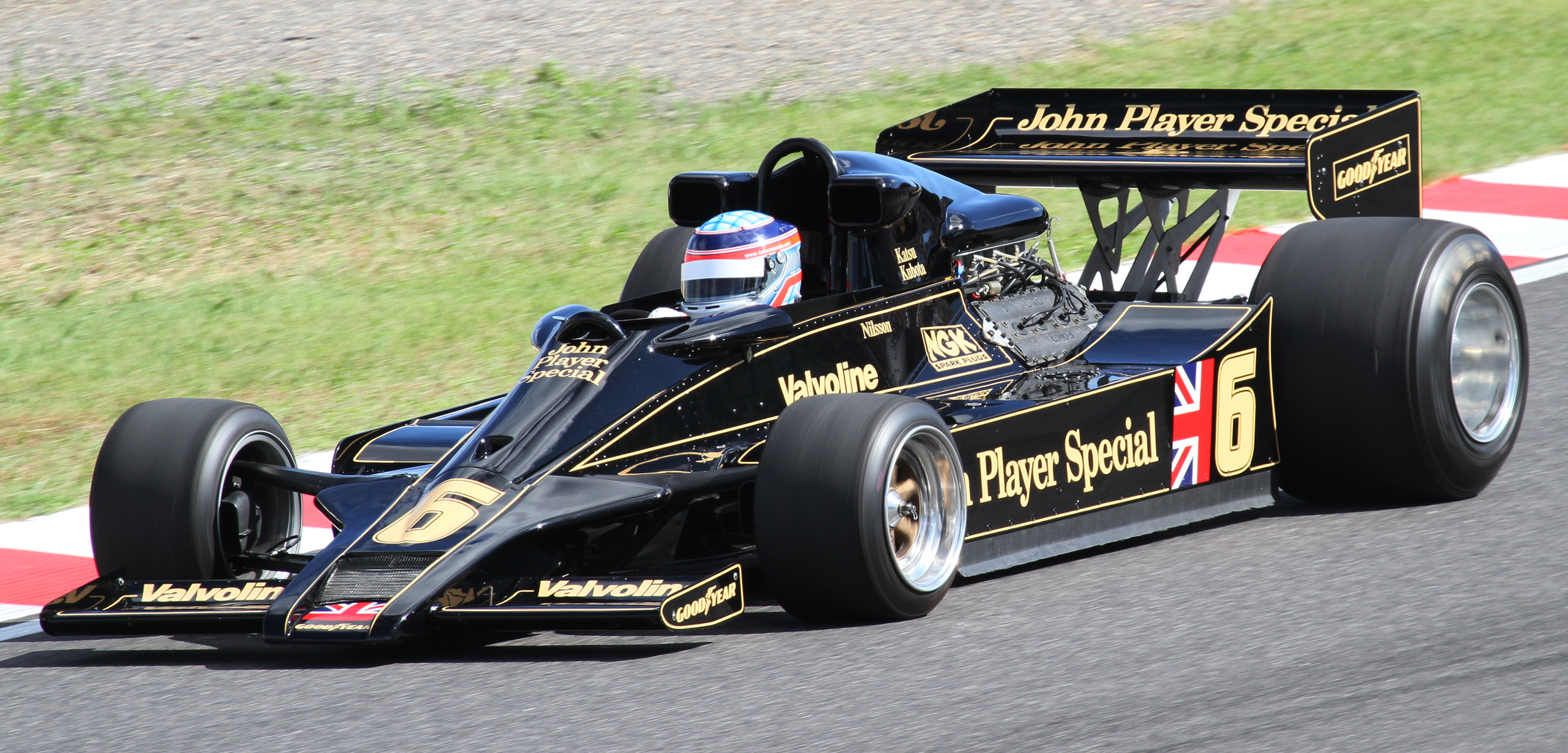
Takuma Satō en una exhibición al volante de un Lotus 78 durante los momentos previos al Gran Premio de Japón de 2010.

Desde el 31 de julio de 2005, Takuma Satō está casado con una mujer llamada Chiharu, con quien tiene dos hijos, un varón (nacido en diciembre de 2005) y una niña (nacida en septiembre de 2008). El primero de ellos, Rintaro Satō, también es piloto. Takuma Satō tiene casa en Tokio y en el Principado de Mónaco, pero actualmente reside en Indianápolis (Estados Unidos). En 2017, Satō admitió que mantenía una relación extramatrimonial con la presentadora de televisión Satoko Naito. Fue nombrado "Embajador de buena voluntad" entre el Reino Unido y Japón. Es el fundador de un programa solidario llamado "With you Japan", dedicado a las víctimas del terremoto y tsunami de Japón de 2011.

## Premios individuales
| Distinción                                       | Año  |
| ------------------------------------------------ | ---- |
| "National Racing Driver of the Year" (Autosport) | 2001 |
| Confartigianato Motori                           | 2004 |
| Adelantamiento del año (F1 racing magazine)      | 2007 |
| Premio del Primer ministro de Japón              | 2017 |
| "Japan Car of the Year"                          | 2017 |
| "GQ Men of the year" (GQ Japón)                  | 2017 |